# Dolore in ipocondrio
Il dolore in ipocondrio che si prova durante le esercitazioni sportive non ha un nome specifico che si sia imposto all'uso comune in italiano. Spesso si parla di dolore al fianco. Il disturbo è ben localizzato.
Dato che con tutta probabilità si tratta di un fenomeno univoco, in diverse lingue la manifestazione del dolore - soggettivamente percepito come un morso o una fitta - ha un suo nome specifico, per esempio side stitch in inglese, "flato" in spagnolo o point de côté in francese.

## Eziologia
Il fenomeno interessa soprattutto soggetti poco allenati o più anziani, in genere durante la pratica della corsa e del nuoto, più raramente del ciclismo.
Per quanto riguarda le cause, sono state avanzate le ipotesi più disparate e spesso anche in palese contraddizione tra di loro, dato che per esempio si parla sia di milza (dolore a sinistra) sia di fegato (dolore a destra). Fra le tante, la maggiormente accreditata è l'ipotesi che si tratti di una sorta di crampo del muscolo diaframma, non sufficientemente rifornito di ossigeno. Tra le altre, viene elencata una sollecitazione eccessiva del  peritoneo o dei legamenti dei visceri.

## Contromisure
Nonostante non ne sia ancora chiarita la causa, è consigliabile ridurre l'intensità dell'esercizio o fare una pausa quando si sente questo tipo di dolore. Adattando l'intensità e la durata degli esercizi alla propria condizione sportiva, il fenomeno - considerato in genere benigno e passeggero - sarà meno frequente, ma non per questo meno intenso.